# Coptis trifolia
Coptis trifolia är en ranunkelväxtart som först beskrevs av Carl von Linné, och fick sitt nu gällande namn av Richard Anthony Salisbury. Coptis trifolia ingår i släktet Coptis och familjen ranunkelväxter.

## Underarter
Arten delas in i följande underarter:
- C. t. trifolia
- C. t. semiplena

## Bildgalleri

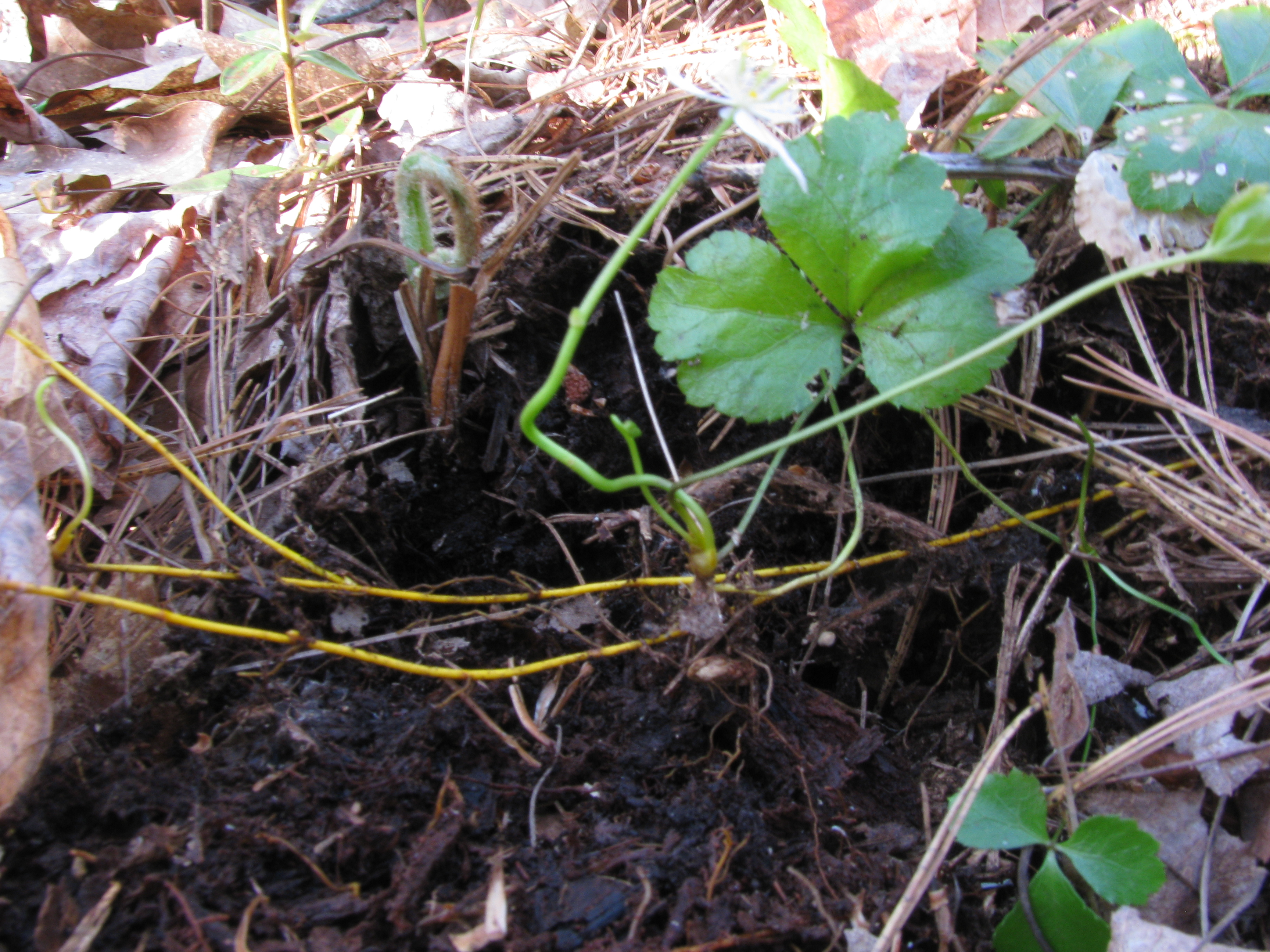
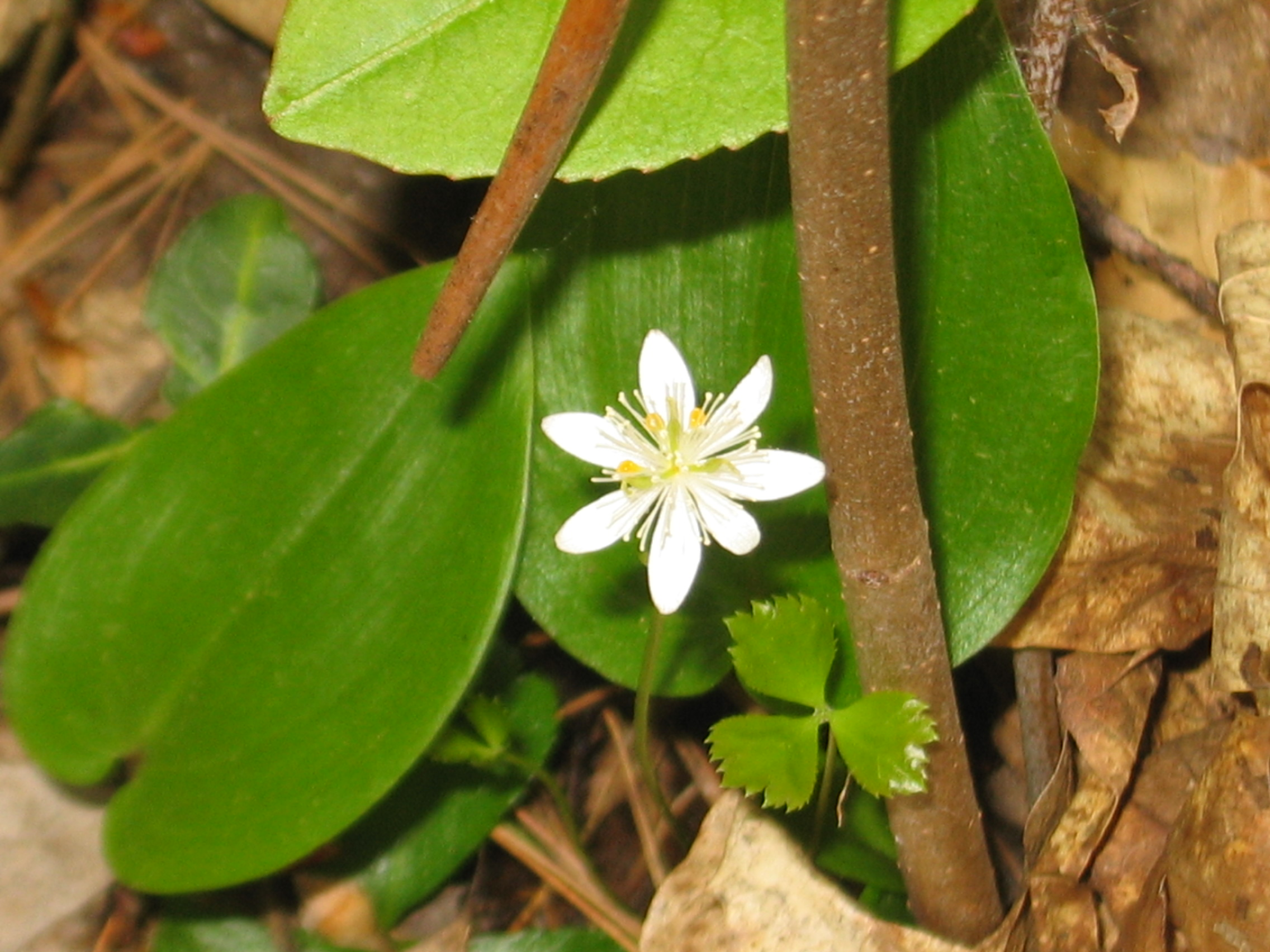
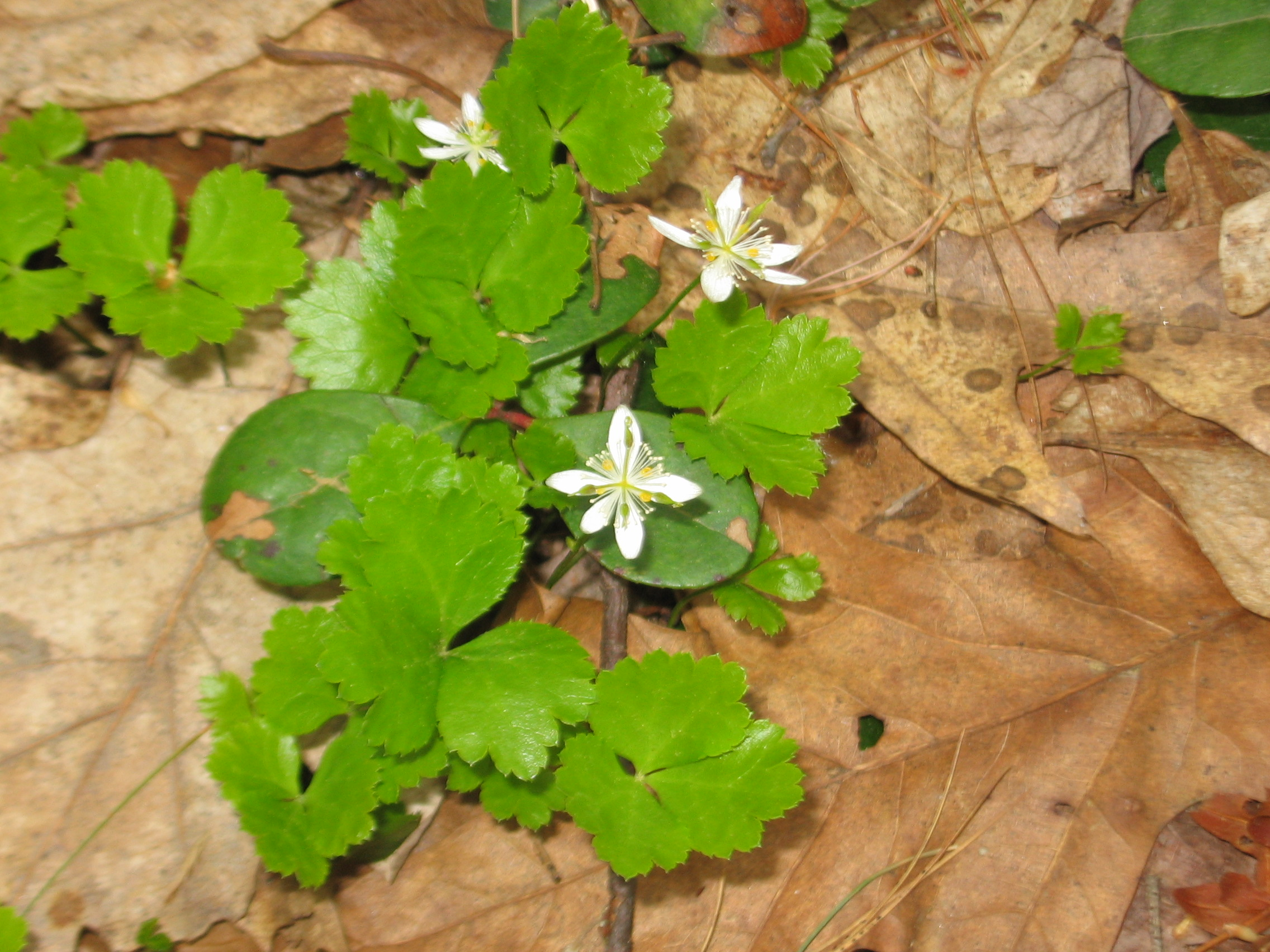
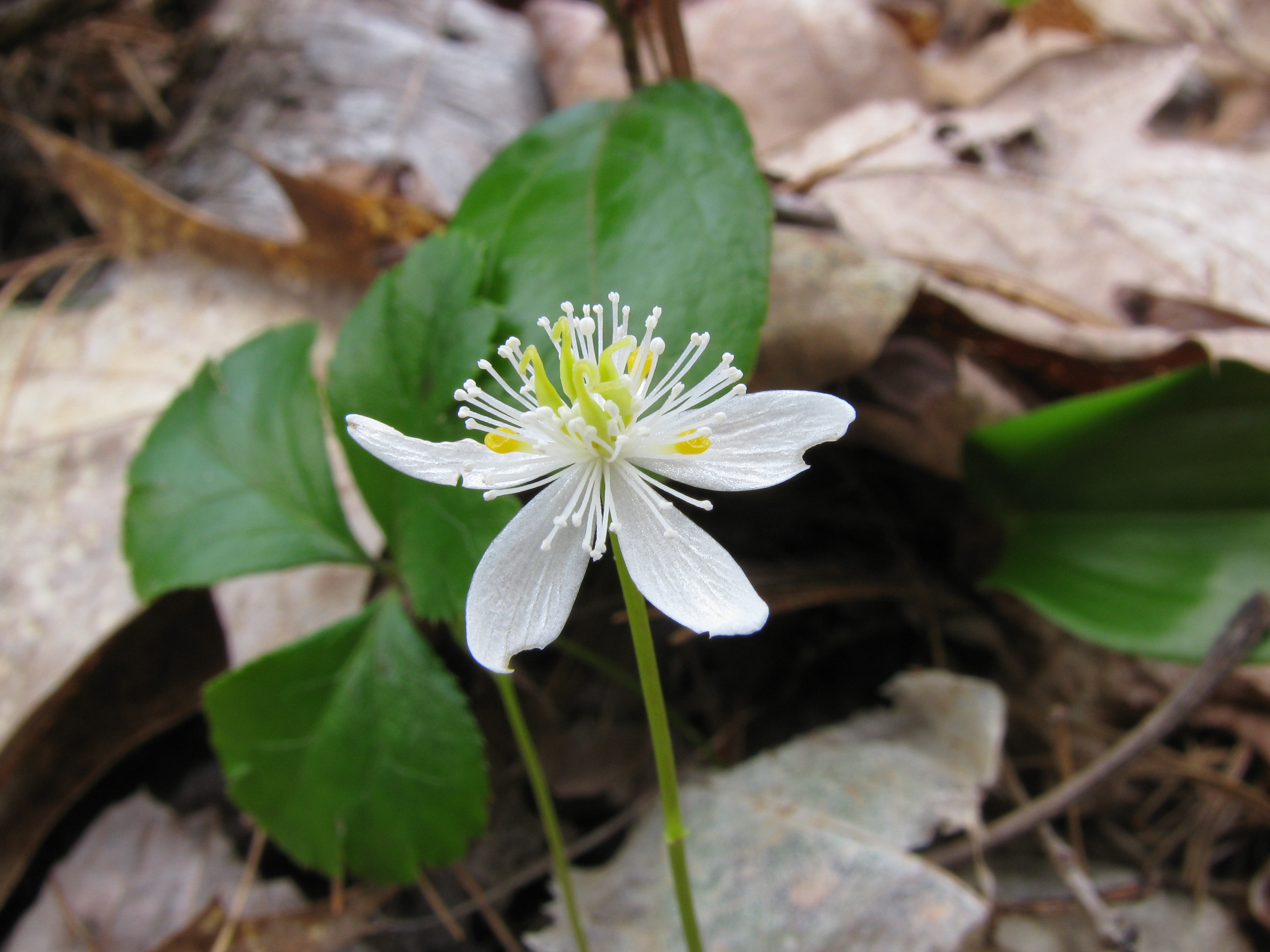
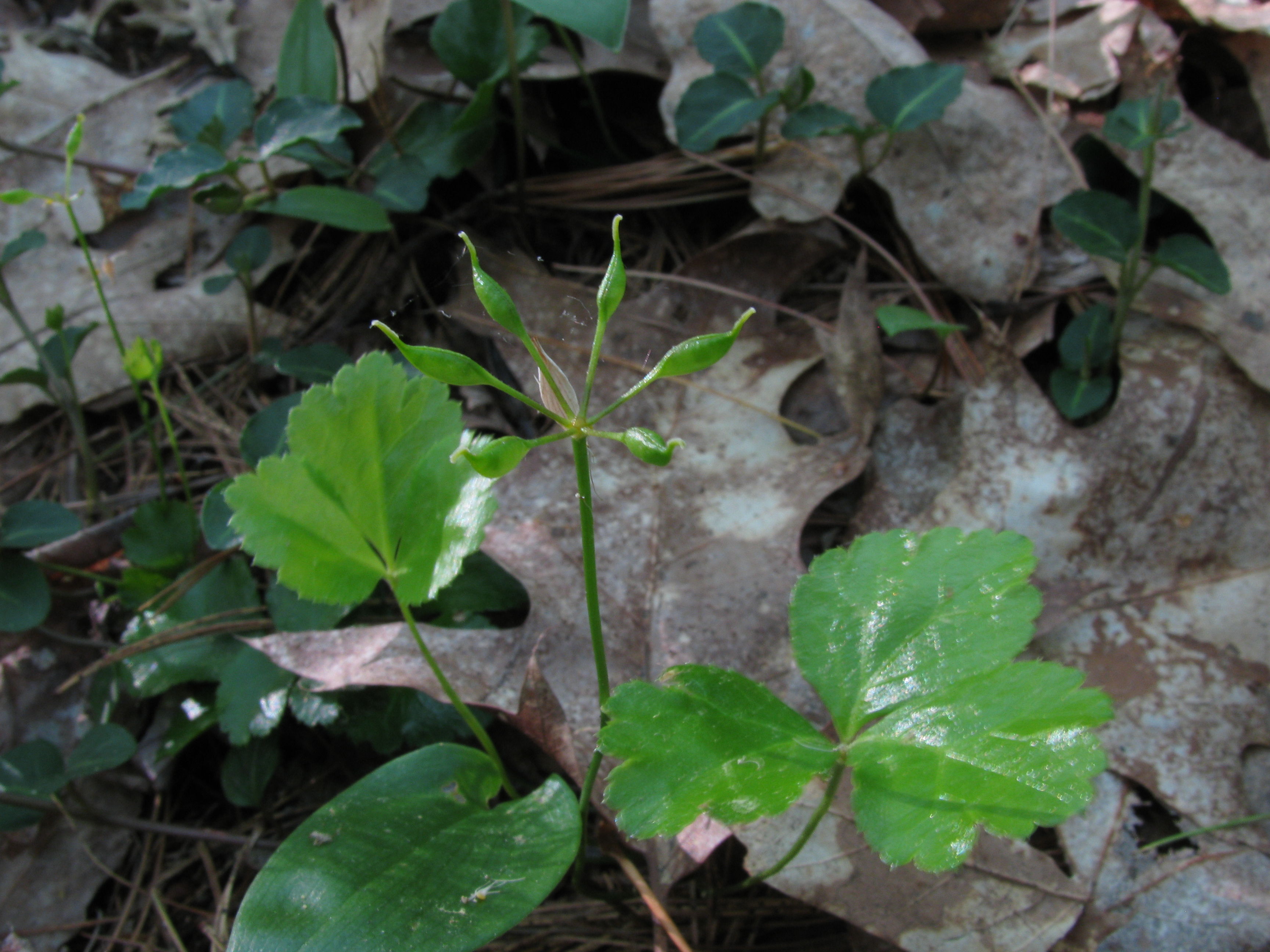